# 大同译书局
大同译书局是清朝末年维新派于1897年在上海创立的编译出版机构。译书局不但翻译出版各国有关维新变法的书籍，且刊行康有为《孔子改制考》等书，但在戊戌变法失败后停业。经理为康广仁。